# Шелепиха (станция МЦК)
Шелепи́ха (иногда Шеле́пиха) — остановочный пункт Малого кольца Московской железной дороги, обслуживающий маршрут городского электропоезда — Московское центральное кольцо. Открыт 10 сентября 2016 года вместе с открытием пассажирского движения электропоездов МЦК. Назван по историческому селу Шелепиха.

## Технические характеристики
Остановочный пункт имеет две боковые платформы с навесами от дождя. Вестибюль станции расположен под путями, выход на платформы по лестничному спуску и эскалаторам. Выход на Шмитовский проезд и к станции метро «Шелепиха».

### Платформа
Две платформы бокового типа и два пути.
| Луть | Тип поезда                    | Место назначения | примечания             |
| ---- | ----------------------------- | ---------------- | ---------------------- |
| 1    | Московское центральное кольцо | На Хорошёво      | По часовой стрелке     |
| 2    | Московское центральное кольцо | На Москва-Сити   | Против часовой стрелки |

| - Платформы, вид в сторону севера - Платформы, вид в южную сторону - Электропоезд ЭС2Г на пассажирской платформе - Входной вестибюль - Вход из подземного перехода - Турникетный зал. Слева — выход в город, справа — переход на станцию метро «Шелепиха» |

## Строительство

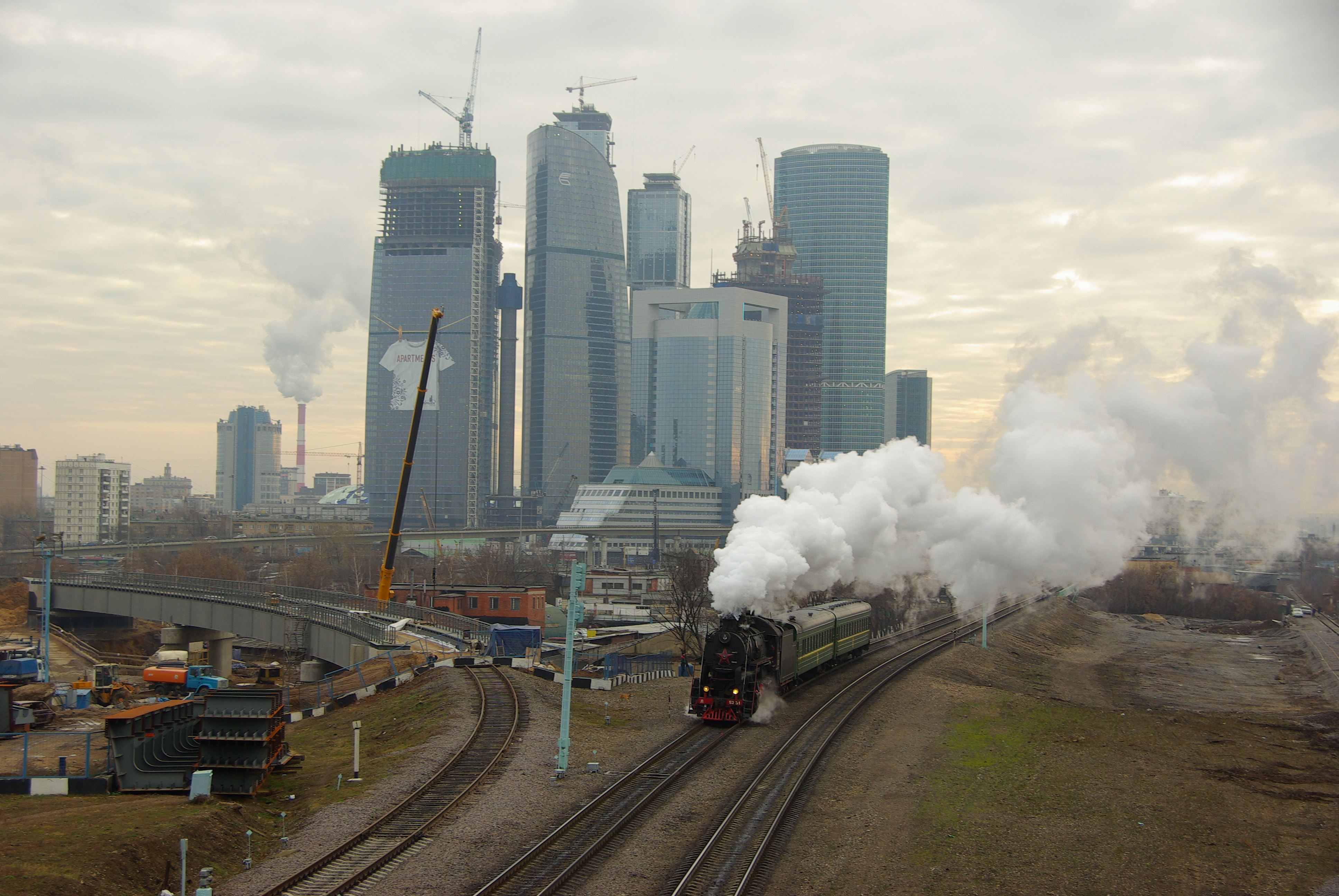
Место станции Шелепиха до строительства (2008)

Строительные работы на данном участке были начаты осенью 2015 года. Несмотря на поздний срок, строители к зиме возвели платформу для посадки, крышу, лифты, эскалаторы и переходы. Станция была готова принять пассажиров уже в апреле 2016 года.

## Пассажиропоток
Из 31 станции МЦК Шелепиха занимает 24-е место по популярности. В 2017 году средний пассажиропоток по входу и выходу составил 12 тыс. чел. в день и 353 тыс. чел. в месяц.

## Наземный общественный транспорт
На этой станции можно пересесть на следующие маршруты городского пассажирского транспорта:
- Автобусы: м34, 27, 69, 155, 294, 315, с344, 366, с369